# Tricholomopsis
Genre

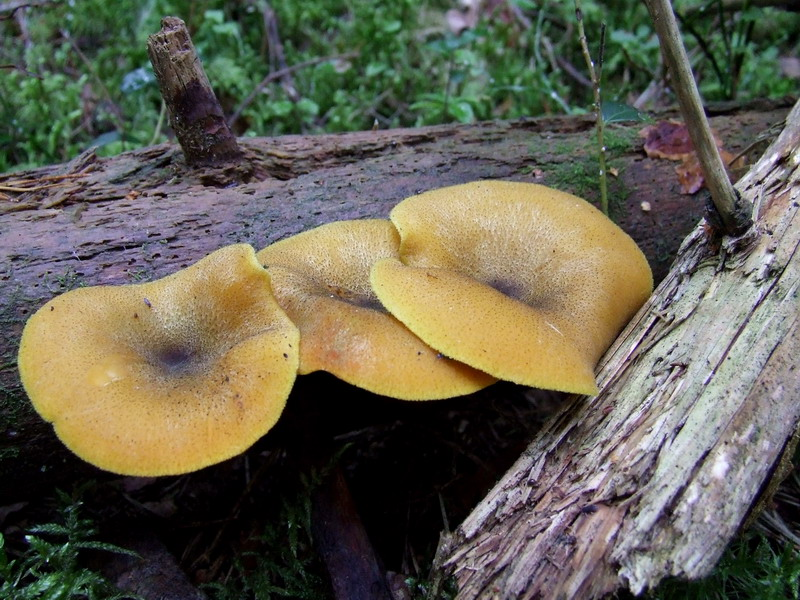
Tricholomopsis decora

Tricholomopsis (anciennement Tricholoma) est un genre de champignons basidiomycètes classé autrefois dans la famille des Tricholomataceae.

## Description
Son espèce la plus connue et son espèce type est Tricholomopsis rutilans. Le genre a une distribution à grande échelle, et contient environ 30 espèces. Le genre Tricholomopsis a été décrit en 1939. 

## Taxonomie
Le genre Tricholomopsis est soumis par le mycologue américain Singer en 1939 dans son article Phylogenie und Taxonomie der Agaricales. Le nom signifie apparaissant comme Tricholoma. 

### Espèces deTricholomopsis
Jadis classés parmi les tricholomes, les Tricholomopsis comptent notamment les espèces suivantes :
- Tricholomopsis decora
- Tricholomopsis flavissima
- Tricholomopsis formosa
- Tricholomopsis ornaticeps
- Tricholomopsis platyphylla
- Tricholomopsis rutilans
- Tricholomopsis sulfureoides